# Xenomyia oxycera
Xenomyia oxycera är en tvåvingeart som beskrevs av Fritz Isidore van Emden 1951. Xenomyia oxycera ingår i släktet Xenomyia och familjen husflugor. Inga underarter finns listade i Catalogue of Life.